# Alexis Korner

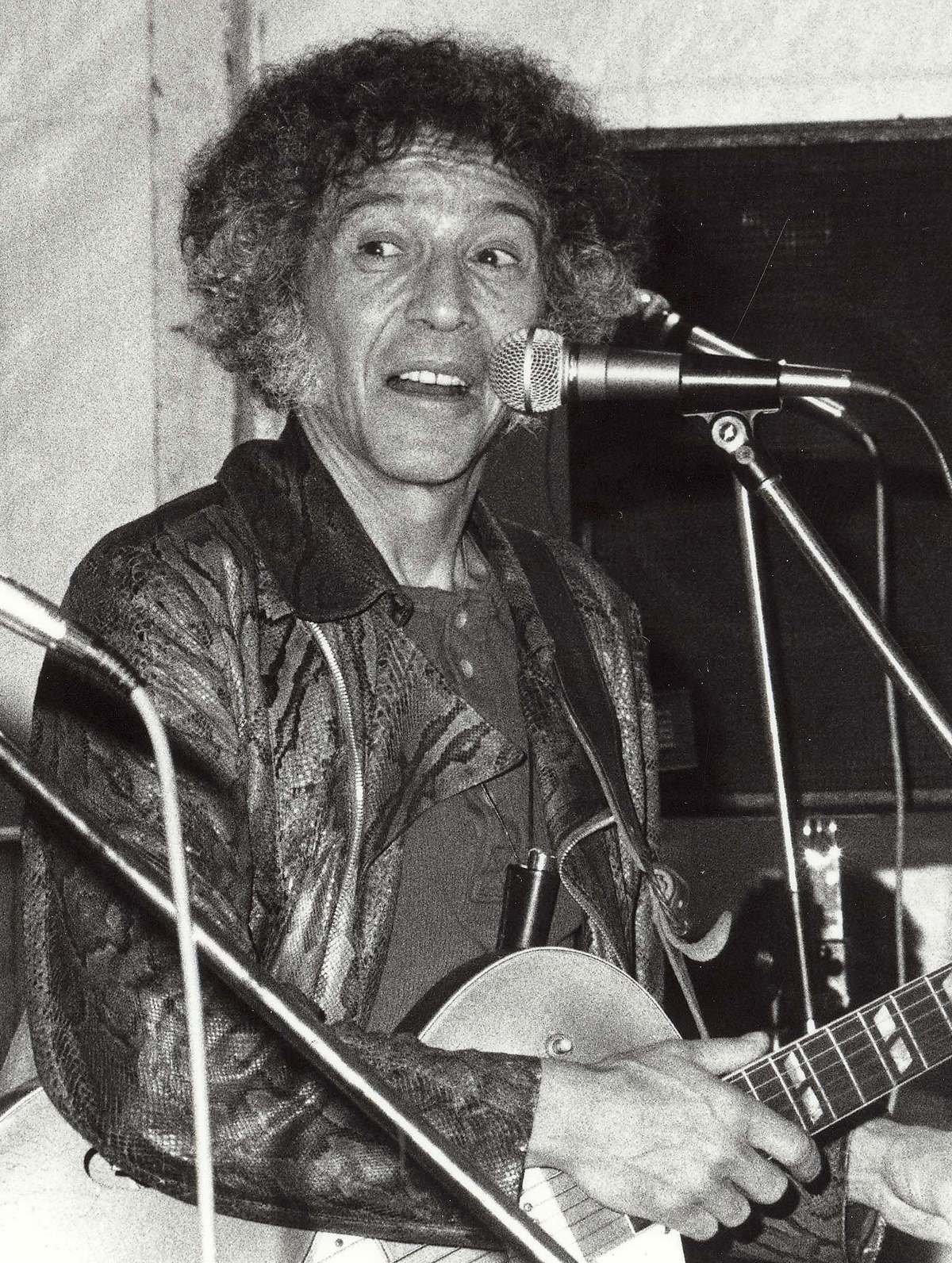
Alexis Korner, 1980

Alexis Korner (* 19. April 1928 in Paris als Alexis Andrew Nicholas Koerner; † 1. Januar 1984 in London) war ein englischer Blues-Musiker mit griechisch-österreichischen Wurzeln. Er gilt als Schlüsselfigur der britischen Bluesrockszene der 1960er Jahre. In seiner Band Blues Incorporated spielten britische musikalische Stars wie z. B. Mick Jagger (vertretungsweise 1962), Ginger Baker, Dick Heckstall-Smith, Charlie Watts, Cyril Davies, Jack Bruce, Brian Jones, Duffy Power.
Alexis Korner gilt als einer der wichtigsten Vertreter des Blues-Revivals Anfang der 1960er Jahre. Der Melody Maker bezeichnete ihn als „Vater des britischen Blues“. Zudem wurde er, wie auch John Mayall, „Vater des weißen Blues“ genannt.
In den 1970ern trat Korner mit einer Big Band auf. Er prägte dabei auch die deutsche Bluesszene erheblich mit, so arbeitete er z. B. mit Klaus Doldinger und der Frankfurt City Blues Band zusammen. Weitere europäische Länder, wie z. B. Dänemark, wo er u. a. mit Peter Thorup und Young Flowers arbeitete, erfuhren durch Alexis Korner einen Bluesboom.

## Leben und Wirken

### 1928–1948: Kindheit und Jugend
Alexis Korner wuchs multikulturell auf: Sein Vater war ein jüdischer österreichischer Kavallerieoffizier, seine Mutter eine Griechin. Die Familie lebte in der Schweiz, in Frankreich und Nordafrika. Zu Beginn des Zweiten Weltkrieges floh die Familie mit einem der letzten Schiffe nach England. Ab Mitte der 1940er Jahre trat Korner, der u. a. auch Deutsch sprach, als Amateur bei Chris Barbers Band auf und spielte Banjo.

### 1948–1961: Soldat in Deutschland, Skiffle-Boom

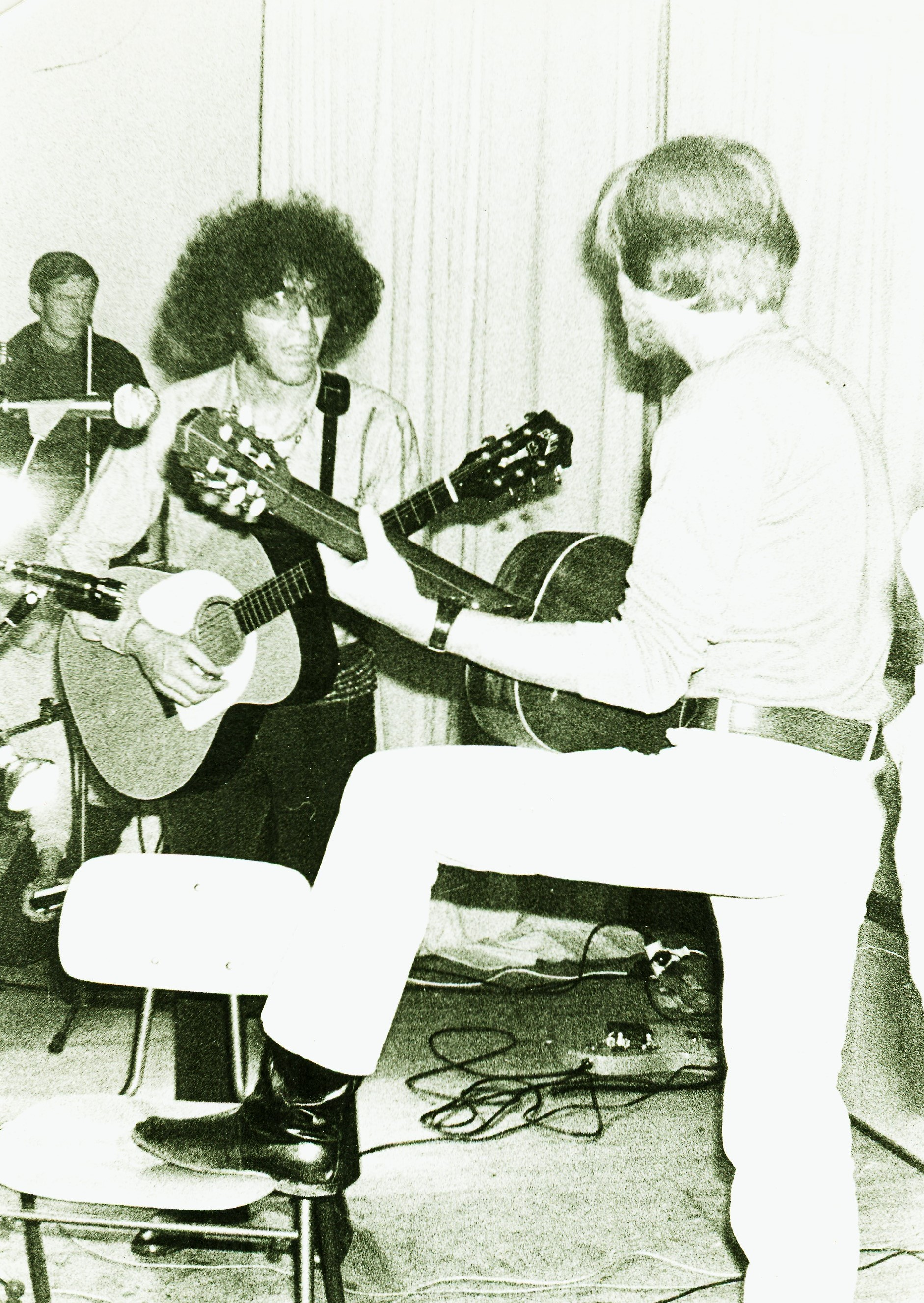
Alexis Korner im Jugendzentrum Alt-Aumund in Bremen (1968)

1947/48 war er als Soldat Alec Korner in Hamburg stationiert. Dort betreute er nebenbei das Schallplattenarchiv des BFN und moderierte Musiksendungen für den BFN; gleichzeitig spielte er live in Jazzlokalen in Hamburg. Mitte bis Ende 1948 moderierte er die Sendung Jazz Studio beim NWDR, die später wegen Zuschauerprotesten eingestellt wurde; der Einbezug des Bebop missfiel einigen Hörern.
Ende der 1940er Jahre spielte Korner als halbprofessioneller Musiker in der Jazzband von Chris Barber. Daraufhin kehrte er nach London zurück, wo er Anfang der 1950er mit diversen Londoner Skiffle-Bands auftrat. 1954 entstanden erste Aufnahmen mit Ken Colyer, 1958 produzierte er Musik mit der Skiffle-Band für Tempo (Blues from the Roadhouse). Bei Chris Barber lernte er den Mundharmonikaspieler und Bluesfan Cyril Davies kennen, mit dem er in Londoner Jazzlokalen spielte und die Blues Night im Roundhouse-Pub initiierte, wo sie Ende der 1950er Jahre auch zusammen mit Muddy Waters aufgetreten waren.

### 1961–1967: Blues Incorporated
1961 gründete Korner mit Cyril Davies die bis 1967 bestehende Gruppe Blues Incorporated, die samstäglich im Ealing Club, dann daneben auch donnerstags im Marquee Club auftrat. In ihr spielten und sangen bekannte Musiker wie Brian Jones, Mick Jagger, Charlie Watts (Schlagzeuger, später von The Rolling Stones), Danny Thompson, Jack Bruce, Ginger Baker, Eric Burdon, Graham Bond und Dick Heckstall-Smith. Sie waren aktuelle bzw. spätere Mitglieder von Gruppen, die international sehr erfolgreich wurden, wie Rolling Stones, Cream, Animals, Manfred Mann’s Earth Band oder Colosseum. Blues Incorporated trat diverse Male in der BBC, etwa in der Sendung Jazz Club, auf und waren mit Cyril Davies’ All Stars zusammen die erste europäische Bluesband, die elektrisch verstärkte Musik spielte. 1963 verließ Davies die Band, um sich mehr dem Blues zu widmen, da Korner einen Bläsersatz in die Band geholt hatte und die Musik für Davies zu jazzig geworden war.

### 1967–1969: Free At Last & New Church
1967 gründete Korner mit Cliff Barton, Victor Brox, Gerry Conway, Marsha Hunt, Hughie Flint und Binky McKenzie die Gruppe Free At Last. Nach wenigen Monaten trat Korner mit Brox im Duett auf – später mit Robert Plant und Pianist Steve Miller in einem Trio. 1968 folgte mit dem dänischen Sänger Peter Thorup und dessen Band „Beefeaters“ eine Skandinavien-Tour. Zurück in England formierte Korner mit seiner Tochter Sappho, mit Thorup, Nick South, Ray Warleigh, Annette Brox, Per Frost und Colin Hodgkinson die Formation New Church, welche 1969 das Konzert der Rolling Stones zu Ehren des verstorbenen Brian Jones im Londoner Hyde Park eröffnete. Beim Internationalen Essener Pop & Blues Festival vom 9. bis 11. Oktober 1969 trat Alexis Korner nicht nur mit seiner Band New Church selbst auf, sondern moderierte noch zusätzlich als Conférencier und Ansager die Auftritte der Bands und stellte sie dem Publikum vor.

### 1970–1973: C.C.S. & Snape
1970 gründeten Korner, Thorup, Produzent Mickie Most und Songschreiber John Cameron die C.C.S. Hier traf vom Blues inspirierter Big-Band-Sound auf Rockmusik. Mit C.C.S. erhielt Korner für kurze Zeit bei einem breiteren Publikum Anerkennung. So war eine Cover-Version von Whole Lotta Love von Led Zeppelin ein kommerzieller Erfolg. 1973 löste sich die Band auf und Korner und Thorup gründeten mit Boz Burrell, Mel Collins und Ian Wallace (alle von King Crimson) die Band Snape (CD Live on Tour in Germany 1973). Im September 1970 war Alexis Korner Moderator beim Love-and-Peace-Festival auf Fehmarn.

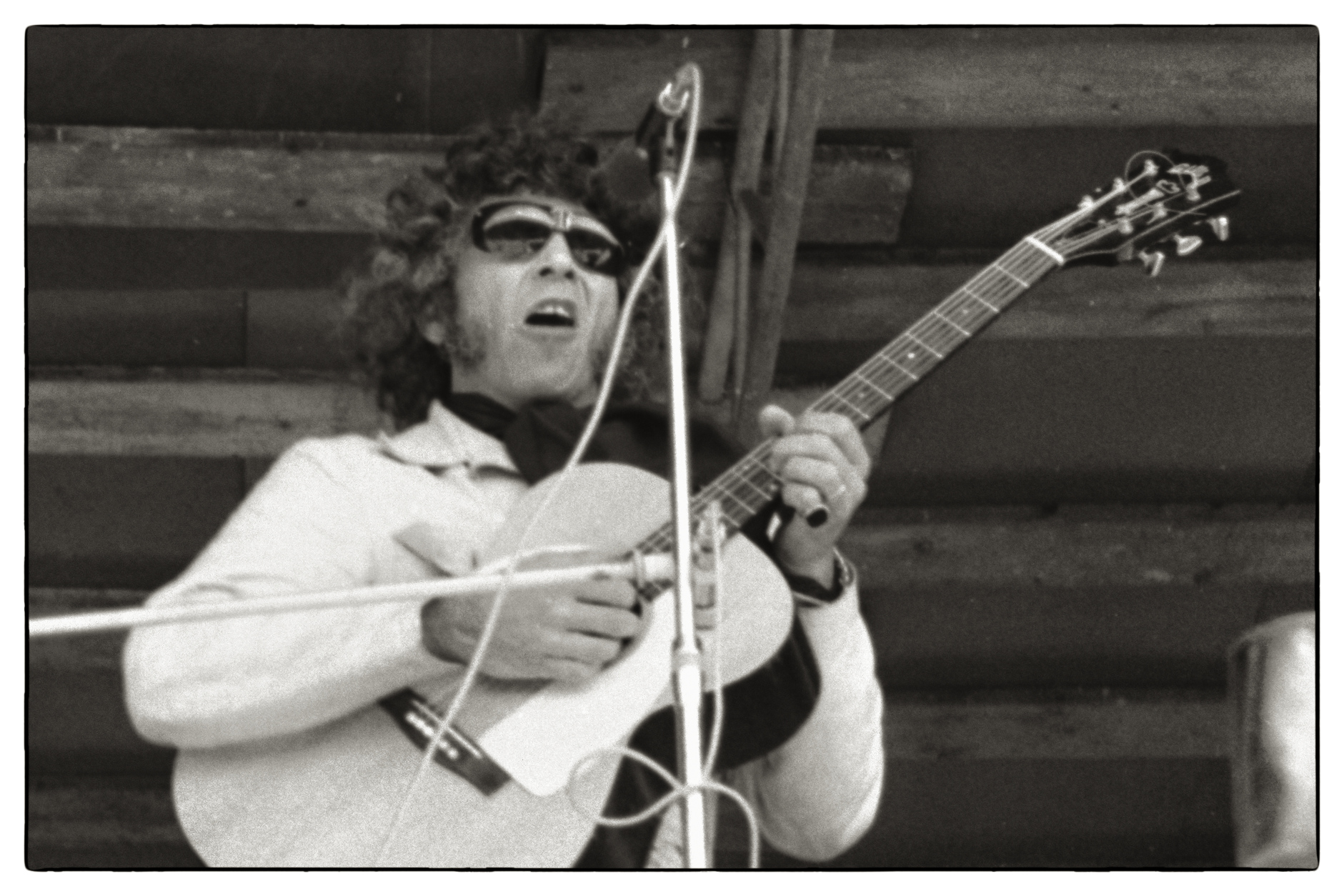
Alexis Korner beim Fehmarn Love-and-Peace-Festival 1970

### 1974–1984: Solokarriere

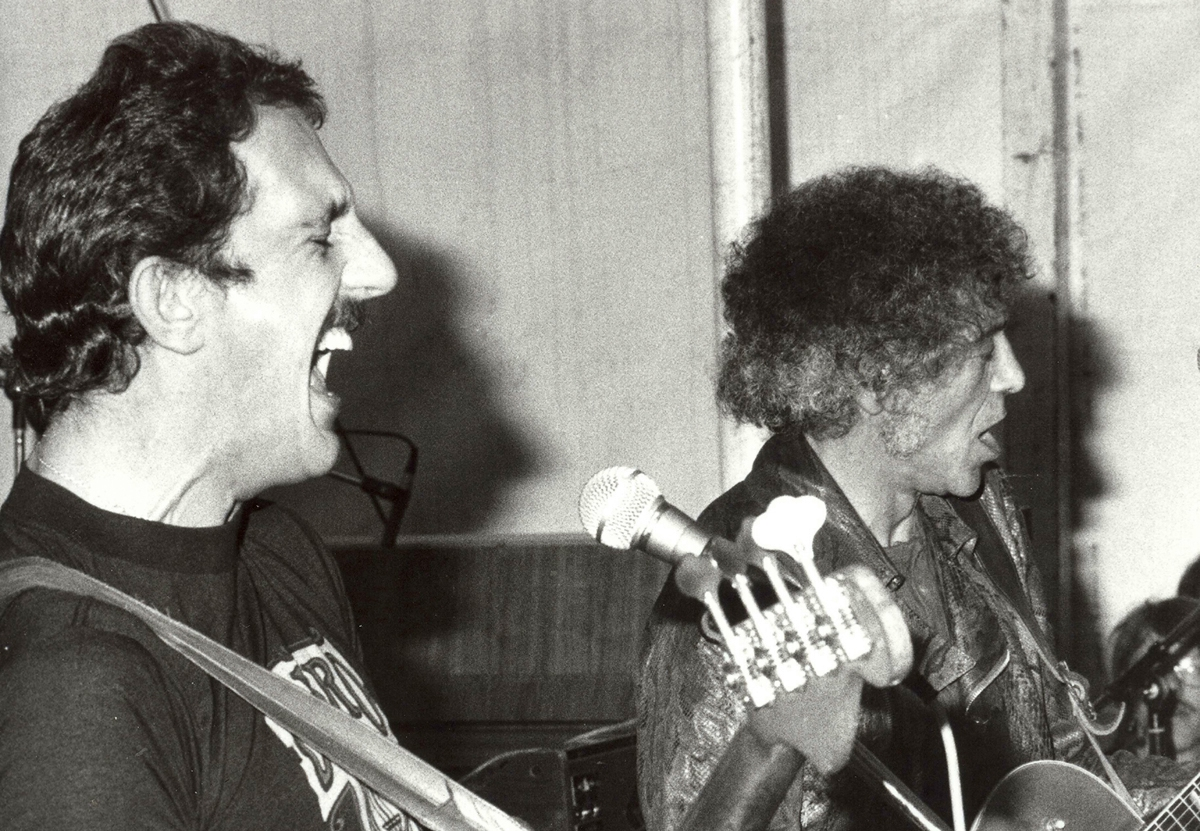
Duo: „Alexis & Colin“ 1980

Ab 1974 arbeitete Korner, abgesehen von einer intensiven und langjährigen Zusammenarbeit mit Colin Hodgkinson als „Alexis & Colin“, nur noch in kurzfristigen Projekten. Auf seinen nachfolgenden Solo-Alben erhielt er Unterstützung von zahlreichen Musikern aus dem Rock- und dem Jazzlager. An „Get Off of my Cloud“ (1975) waren unter anderem Peter Frampton, Nicky Hopkins und Steve Marriott beteiligt. Auf dem „Party Album“ zu seinem 50. Geburtstag versammelte er 1978 die Bläser aus der Blues Incorporated (etwa John Surman, Alan Skidmore, Art Themen oder Chris Pyne). 1981 formierte Korner die Gruppe Rocket 88, von der auch das gleichnamige Album stammt, das live in Deutschland mit dem mobilen Aufnahmestudio der Rolling Stones aufgezeichnet wurde. Im Dezember 1983 entstanden seine letzten Aufnahmen bei der BBC, die auf der Anthology „Kornerstoned“ enthalten sind.
Als Korner gegen Ende des Jahres 1983 über starke Kopfschmerzen klagte, wurde er in ein Krankenhaus in London eingeliefert, wo zunächst keine ernsthafte Erkrankung festgestellt werden konnte. Am 1. Januar 1984 verstarb Alexis Korner, der starker Raucher gewesen war, im Alter von 55 Jahren an Tumoren in Lunge und Gehirn. Wenige Tage vor seinem Tod produzierte er letzte Aufnahmen auf einem Tonbandgerät, die bis heute auf Wunsch der Familie unveröffentlicht sind. Als Reaktion auf den Tod organisierten einige seiner ehemaligen Bandmitglieder später ein Memorial-Konzert mit Musikern aus Korners Umfeld, das auch auf LP erschien.
Korner war ab 1950 mit Roberta Melville († 2021) verheiratet. Aus der Ehe stammen seine Tochter, die Musikerin Sappho Gillett Korner († 2006), sowie die Söhne Nicholas († 1988) und Damien († 2008).

## BBC

### Rhythm & Blues World Service
Alexis Korner moderierte eine wöchentliche, jeweils 15-minütige Radiosendung der BBC Ende der 1960er Jahre. Es wurden dabei keine Platten aufgelegt, die Bands spielten live in dem Aufnahmestudio. Hier traten unter anderem Jimi Hendrix und Cream auf. Bei einem Auftritt von Jimi Hendrix spielte Korner die Slidegitarre, welche auf der CD BBC Sessions von Hendrix zu hören ist.

### Sympathy for the Devil
1972 moderierte Korner eine dreizehnteilige Sendung zur Geschichte von Rock und Blues namens „Sympathy for the Devil“. Diese Sendereihe wurde auch im deutschsprachigen Raum (Deutschland, Schweiz, Österreich) international ausgestrahlt. Verantwortlich für Buch und Regie für das Regionalprogramm des deutschen Senders Norddeutscher Rundfunk waren Horst Königstein und Manfred Miller, der ebenfalls moderierte.

### The Devil’s Music
Ende der 1970er Jahre zeichnete die BBC zwei Staffeln dieser Sendung auf, die ab 1979 ausgestrahlt wurde. Alexis Korner stellte darin alte Bluesmusiker vor und zeigte deren musikalische Situation zum Ende des Jahrzehnts. Es sollte ein Eindruck davon geschaffen werden, wie sich die frühe Bluesmusik am Anfang des 20. Jahrhunderts angehört haben mag. Er stellte damit, wie auch in seiner Karriere als Musiker, eher unbekannte Künstler einem breiten Publikum vor. Aktive Gäste in dieser Sendung waren u. a. Big Joe Williams, Bukka White, Houston Stackhouse, Sonny Blake und Sam Chatmon.

### Guitar Greats
1983 wurden von der BBC weitere 13 Folgen der Sendung mit Korner produziert. Darin interviewte er u. a. Gitarristen wie Eric Clapton, B.B. King, Brian May u. v. m. Dabei wurden nicht nur die populären Songs, sondern auch musikalische Raritäten dieser Künstler vorgestellt. Die Sendung dauerte jeweils eine Stunde und wurde auch nach dem Tod von Korner weiter produziert und zuletzt 2010 ausgestrahlt.

## Diskografie

### Ken Colyer’s Skiffle Group
- 1954 Back to the Delta
- 1955 Ken Colyer’s Skiffle Group (EP)
- 1955 Take This Hammer / Down By The River Side (Single)
- 1955 Go Down Old Hannah / Streamline Train (Single)

### Beryl Bryden’s Back-Room Skiffle
- 1956 Kansas City Blues / Casey Jones (Single)

### Alexis Korner’s Breakdown Group
- 1957 Blues From The Roundhouse
- 1957 County Jail / I Ain't Gonna Worry No More (Single)
- 1984 Alexis 1957 (Aufnahmen von 1957)

### Alexis Korner’s Skiffle Group
- 1957 Blues From The Roundhouse Volume 1
- 1958 Blues From The Roundhouse Volume 2

### Alexis Korner’s Blues Incorporated
- 1962 R&B from the Marquee
- 1962 Alexis Korner’s Blues Incorporated (EP)
- 1962 Blaydon Races (EP) (with Nancy Spain)
- 1962 Blaydon Races / Uptown (Single)
- 1963 Rhythm And Blues (Various Artists Compilation)
- 1963 See See Rider / Blues a la King (Navy Blue) (Single)
- 1963 Alexis Korner’s Blues Incorporated
- 1964 At the Cavern
- 1964 Red Hot From Alex
- 1964 I Need Your Loving / Please, Please, Please (Single)
- 1965 I Got Money / I Need Your Loving (Single)
- 1965 Little Baby / Roberta (Single)
- 1965 Sky High
- 1966 Rivers Invitation / Everyday I Have The Blues (Single)
- 1967 I Wonder Who?

### Free At Last
- 1967 Rosie / Rock Me (Single)

### New Church
- 1970 Both Sides

### Collective Consciousness Society
- 1970 Boom Boom / Whole Lotta Love (Single)
- 1970 C.C.S.
- 1971 Walking / Salome (Single)
- 1971 Tap Turns On The Water / Save The World (Single)
- 1971 C.C.S. 2nd
- 1971 Sixteen Tons / This Is My Life (Single)
- 1971 Brother / Mister, What You Can't Have I Can Get (Single)
- 1973 The Band Played The Boogie / Hang It On Me (Single)
- 1973 The Best Band In The Land
- 1973 Hurricane Comming / Dragster (Single)

### Snape
- 1972 Accidently Born in New Orleans
- 1972 Sweet Sympathy / Gospel Ship (Single)
- 1973 Live On Tour In Germany

### Rocket 88
- 1981 Rocket 88

### Solo
- 1961 3/4 A.D. (mit Davy Graham)
- 1968 A New Generation of Blues
- 1970 Alexis Korner
- 1970 Clay House Inn / I Don't Know (Single)
- 1972 Bootleg Him
- 1973 Wild Women & Desperate Men / Machine Gun And Julie (Single)
- 1973 Captain America / The Thief (Single)
- 1974 Aint That Peculiar / Tree Top Fever (Single)
- 1975 Get Off Of My Cloud / Strange 'n' Deranged (Single)
- 1975 Get Off Of My Cloud
- 1975 ...Meets Jack Daniels
- 1976 Live In Paris (mit Colin Hodgkinson)
- 1978 Just Easy
- 1978 The Party Album
- 1978 Pinetop's Boogie Woogie / All I Got Is You (Single, mit Bob Hall)
- 1978 Eat A Little Rhythm And Blues
- 1979 Me
- 1980 Testament (mit Colin Hodgkinson)
- 1984 Juvenile Delinquent
- 1984 Beirut / Mean Fool (Single)
- 1984 White & Blues (mit Colin Hodgkinson)
- 1994 The BBC Sessions
- 1995 The Lost Album
- 2006 Kornerstoned
- 2016 Live at RIAS, Berlin, 19. Juni 1981 (mit Tony Sheridan und Steve Baker)

### Mitwirkung auf Alben/Singles/EPs anderer Musiker & Bands
- 1958 Alan Lomax: ...Sings Great American Ballads
- 1959 Ramblin’ Jack Elliott: Kid Stuff
- 1959 Champion Jack Dupree: Natural And Soulful Blues
- 1959 Ramblin’ Jack Elliot: ...Sings Songs By Woody Guthrie And Jimmie Rogers
- 1960 Memphis Slim: Memphis Slim
- 1960 Memphis Slim: Goes To Kansas City (EP)
- 1960 Memphis Slim: Pinetop’s Blues (EP)
- 1960 Little Brother Montgomery: Little Brother
- 1961 Roosevelt Skyes: The Honeydupper
- 1961 James Cotton: Chris Barber präsentiert Jimmy Cotton Vol. 1
- 1961 James Cotton: Chris Barber präsentiert Jimmy Cotton Vol. 2
- 1961 Ottilie Patterson: Ottilie Patterson
- 1964 Curtis Jones: In London
- 1968 International Hot Jazz Meeting Hamburg '68 (Sampler)
- 1968 Cuby and the Blizzards: Live '68
- 1968 The Beefeaters: Meet You There
- 1971 B.B. King: In London
- 1972 Jack Grunsky: Toronto
- 1972 Humble Pie: Smokin'
- 1972 Duffy Power: Duffy Power
- 1973 Klaus Doldinger: Doldinger Jubilee Concert
- 1977 Eric Burdon: Survivor
- 1977 The King of Elfland’s Daughter (Sampler)
- 1977 Tell! (Soundtrack)
- 1982 Open Air Arbon (Sampler)
- 1982 The Blues Band: Brand Loyalty (2012 Reissue Bonustracks)
- 1983 Frankfurt City Blues Band: Live – Frankfurt City Blues Band Meets Alexis Korner
- 1983 The Blues Band: Bye Bye Blues (2012 Reissue Bonustracks)
- 1988 The Jimi Hendrix Experience: The BBC Sessions
- 1999 Rory Gallagher: The BBC Sessions